# Equação algébrica
Em matemática, equações algébricas são equações da forma
{\displaystyle P=Q},
onde P e Q são polinômios com coeficientes em um certo corpo.
As incógnitas são submetidas apenas às chamadas operações algébricas, ou seja, adição, subtração, multiplicação, divisão, potenciação inteira e radiciação, utilizando letras e números. Por exemplo:
{\displaystyle x^{2}+3xy-4y^{2}+1=0\,}
{\displaystyle x^{11}+x^{2}+x+7=0\ }
{\displaystyle x^{2}-5x+4=0\,}

## História
Gregos, Babilônios e diversos povos antigos trabalhavam com problemas e suas maneiras de solucionar que recaem hoje em equações algébricas, porém o matemático Euclides em seu livro Os Elementos foi quem primeiro estabeleceu preceitos formais para resolução de equações algébricas, ele enunciou as seguintes noções como evidentes:
1. As "cousas", que são iguais a uma terceira qualquer, são iguais.
2. Se a "cousas" iguais se juntarem outras iguais, os todos serão iguais.
3. E se de "cousas" iguais se tirarem outras iguais, os restos serão iguais.
4. E se a "cousas" desiguais se juntarem outras iguais, os todos serão desiguais.
5. E se de, "cousas" desiguais se tirarem cousas iguais, os restos serão desiguais.
6. As quantidades, das quais cada uma por si faz o dobro de outra quantidade, são iguais.
7. E aquelas, que são metades de uma mesma quantidade, são também iguais.

Parece ter sido a partir das ideias de Euclides que o matemático al-Khwarizm, considerado fundador da álgebra, introduziu em 820 o seu método de complementação e balanceamento que permite resolver equações do tipo ax + b = c, pois (ax + b) - b = c - b que implica que ax = c - b, logo ax/a = (c - b)/a que implica x = (c - b)/a. Note que tal procedimento só faz sentido pois podemos fazer uso de subtrações e divisões por elementos não nulos, o que exige que existam elementos simétricos de cada elemento e elemento inverso de elementos não nulos. 
No século XVI os matemáticos italianos Girolano Cardano (1501-1576), Niccolò Tartaglia (1500-1557) e Ludovico Ferrari (1522-1565) começaram a propor fórmulas para resolver equações de 3o e 4o graus. Em 1798, em sua tese de doutorado, o matemático alemão Carl Friedrich Gauss (1777-1855) demonstrou que “toda equação de grau n (n número natural) admite pelo menos uma raiz complexa”. Em 1824, o matemático norueguês Niels Henrik Abel (1802-1829) demonstrou que uma equação do 5.º grau não poderia ser resolvida através de fórmulas envolvendo radicais. Em 1829, o jovem matemático francês Évariste Galois (1811-1832) demonstrou que a impossibilidade descoberta por Abel se estendia a todas as equações polinomiais de grau maior que o 4.º. Porém as descobertas de Abel e Galois não significam que não podemos conhecer raízes de uma equação de grau maior que o 4.º. Existem teoremas gerais que associados a algumas condições permitem que se tenha as soluções dessas equações.

## Áreas de estudo
As equações algébricas são a base de estudo de um número de áreas da matemática moderna: a teoria dos números algébricos é o estudo das equações algébricas (univariadas) sobre os racionais. A teoria de Galois foi introduzida por Évariste Galois para fornecer critérios para decidir se uma equação algébrica pode ser resolvida em termos de radicais. Na teoria dos corpos, uma extensão algébrica é uma extensão tal que todo elemento é uma raiz de uma equação algébrica sobre o corpo base. A teoria da transcendência é o estudo dos números reais que não são soluções para uma equação algébrica sobre os racionais. Uma equação Diofantina é uma equação polinomial (geralmente multivariada) com coeficientes inteiros para a qual se está interessado nas soluções inteiras. Geometria algébrica é o estudo das soluções em um corpo algebricamente fechado de equações polinomiais multivariadas.
Duas equações são equivalentes se elas tem o mesmo conjunto de soluções. Em particular, a equação P = Q é equivalente a P - Q = 0 Segue que o estudo das equações algébricas é equivalente ao estudo dos polinômios.
Uma equação polinomial sobre os racionais pode sempre ser convertida a uma equivalente em que os coeficientes são inteiros. Por exemplo, multiplicando ambos os lados por 42 = 2*3*7 e agrupando seus termos no primeiro membro, a equação polinomial 
{\displaystyle y^{4}+x*y/2=x^{3}/3-x*y^{2}+y^{2}-1/7}
se torna
{\displaystyle 42*y^{4}+21*x*y-14*x^{3}+42*x*y^{2}-42*y^{2}+6=0}
Devido ao fato do seno, exponenciação, e 1/T não serem funções polinomiais, 
{\displaystyle e^{T}*x^{2}+1/T*x*y+sen(T)*z-2=0}
não é uma equação polinomial nas quatro variáveis x, y, z e T sobre os números racionais. Entretanto, ela é uma equação polinomial nas três variáveis x, y e Z sobre o corpo das funções elementares na variável T.

Assim como em qualquer equação, as soluções de uma equação são os valores das variáveis para os quais a equação é verdadeira. Para equações algébricas univariadas estes valores são também chamados de raízes, mesmo se, tecnicamente falando, uma pessoa deve dizer as soluções para a equação algébrica P = 0 são as raízes do polinômio P. Quando resolvemos uma equação, é importante especificar em que conjunto as soluções são permitidas. Por exemplo, para uma equação algébrica sobre os racionais, podemos procurar por soluções em que todos as variáveis são inteiras. Neste caso, a equação é uma equação diofantina. Podemos também estar interessados apenas em soluções reais. Entretanto, para equações algébricas univariadas, o número de soluções é finito e todas as soluções são contidas em qualquer corpo algebricamente fechado contendo os coeficientes, por exemplo, o corpo dos números complexos no caso de equações sobre os racionais. Segue que, sem precisão, “raíz” e “solução” geralmente significam “solução em um corpo algebricamente fechado”.